# Cypa claggi
Cypa claggi is een vlinder uit de familie van de pijlstaarten (Sphingidae). De wetenschappelijke naam van de soort werd in 1935 gepubliceerd door Benjamin Preston Clark.